# Bitaale

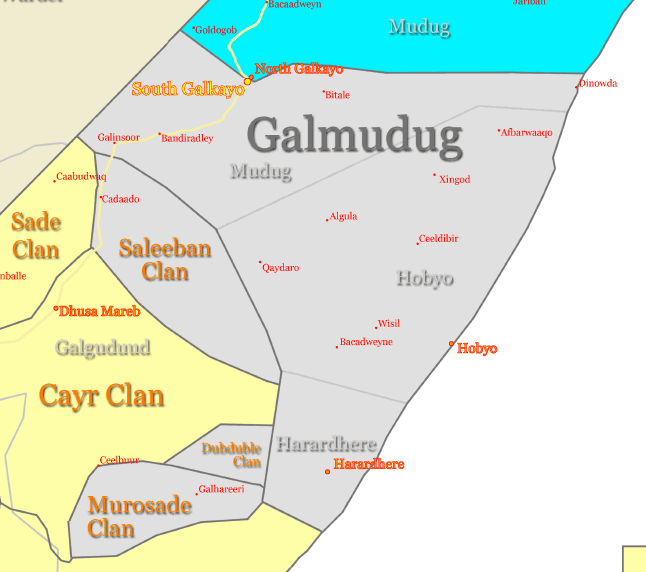
Localização de Bitaale, em Puntlândia.
Nota: "Bitaale" fica em cima do nome de "Galmudug".

Bitaale é uma cidade da Somália, localizada na região de Mudug. É próxima da cidade de Gaalkacyo, no oeste.